# Keita, Niger
Keita là một thị trấn thuộc vùng Tahoua, Niger. Nó có dân số là 10.631 người vào năm 2012.

## Địa lý
Keita nằm cách thủ đô Niamey 600 km (370 mi) về phía đông bắc. Thị trấn nằm trong vùng Sahel, với khí hậu bán khô hạn. Keita được chia thành các khu vực hành chính là Idewaran, Lissawan và Moulela.

## Nhân khẩu
Thị trấn là nơi sinh sống của dân tộc Tuareg. Theo số liệu năm 1988, 10,9% dân số Keita là người di cư lâu dài, với 8,5% di cư theo mùa.
Dưới đây là dân số của Keita qua các năm:
| 1977  | 1988  | 2001  | 2012   |
| ----- | ----- | ----- | ------ |
| 3.572 | 6.644 | 8.633 | 10.631 |

## Kinh tế và cơ sở hạ tầng
Nông nghiệp là ngành kinh tế chính ở Keita. Một cái ao gần đó đã hỗ trợ sự phát triển của các loài cây vườn và cây kê. Thị trấn cũng có một số hoạt động sản xuất thủ công và luyện sắt.
Thị trấn có một bến xe buýt, đài phát thanh cộng đồng và tòa án dân sự. Theo thống kê, 46% dân số không được sử dụng nước sạch.

## Người nổi tiếng
Cựu ngoại trưởng Niger Aïchatou Boulama Kané sinh năm 1955 tại Keita.

## Đô thị kết nghĩa
Pesaro, Ý kết nghĩa với Keita, theo đề nghị của một công ty phát triển Ý hoạt động tại đây.